# 五行歌
五行歌（ごぎょうか）とは、短歌のように５７５７７音の制約がなく、題名をつけないで五行で自由に書く詩歌である。

## 歴史
1910年（明治43年）与謝野鉄幹が詩歌集『檞之葉』に小曲として160篇の五行詩を日本で最初に発表して以来、五行の分かち書きは宮沢賢治、北原白秋、石原純、前田夕暮、鳴海要吉、矢代東村、折口信夫など多くの歌人、詩人によって書かれてきた。その後、この五行の分かち書きは1983年、草壁焔太によって五行歌と名付けられ、古代歌謡に基いた五行歌五則が定義された。平成、令和の時代は月刊「五行歌」、「ハマ風」、「南の風」、「彩」、「麹町倶楽部」
などの雑誌を中心に五行歌が書かれたり、全国大会や五行歌公募も開催されている。